# فرودگاه جزیره بازاروتو
فرودگاه بازاروتو آیلند (به انگلیسی: Bazaruto Island Airport) یک فرودگاه همگانی با کد یاتا BZB است . این فرودگاه در کشور موزامبیک قرار دارد .